# Xidi, Xinjiang
Xidi (kinesiska: 西地, 西地镇) är en köpinghuvudort i Kina. Den ligger i den autonoma regionen Xinjiang, i den nordvästra delen av landet, omkring 180 kilometer öster om regionhuvudstaden Ürümqi. Antalet invånare är 10 880. Befolkningen består av 5 023 kvinnor och 5 857 män. Barn under 15 år utgör 13,0 %, vuxna 15-64 år 75 %, och äldre över 65 år 10,0 %.
Runt Xidi är det glesbefolkat, med 11 invånare per kvadratkilometer. Närmaste större samhälle är Xibeiwan, 14,1 km väster om Xidi. Trakten runt Xidi består i huvudsak av gräsmarker.
Genomsnittlig årsnederbörd är 213 millimeter. Den regnigaste månaden är juni, med i genomsnitt 31 mm nederbörd, och den torraste är januari, med 6 mm nederbörd.